# 4104 Alu
4104 Alu eller 1989 ED är en asteroid i huvudbältet som upptäcktes 5 mars 1989 av den amerikanske astronomen Eleanor F. Helin vid Palomar-observatoriet. Den är uppkallad efter den amerikanske astronomen Jeff T. Alu.
Asteroiden har en diameter på ungefär 8 kilometer och den tillhör asteroidgruppen Maria.